# Toyama Masakazu

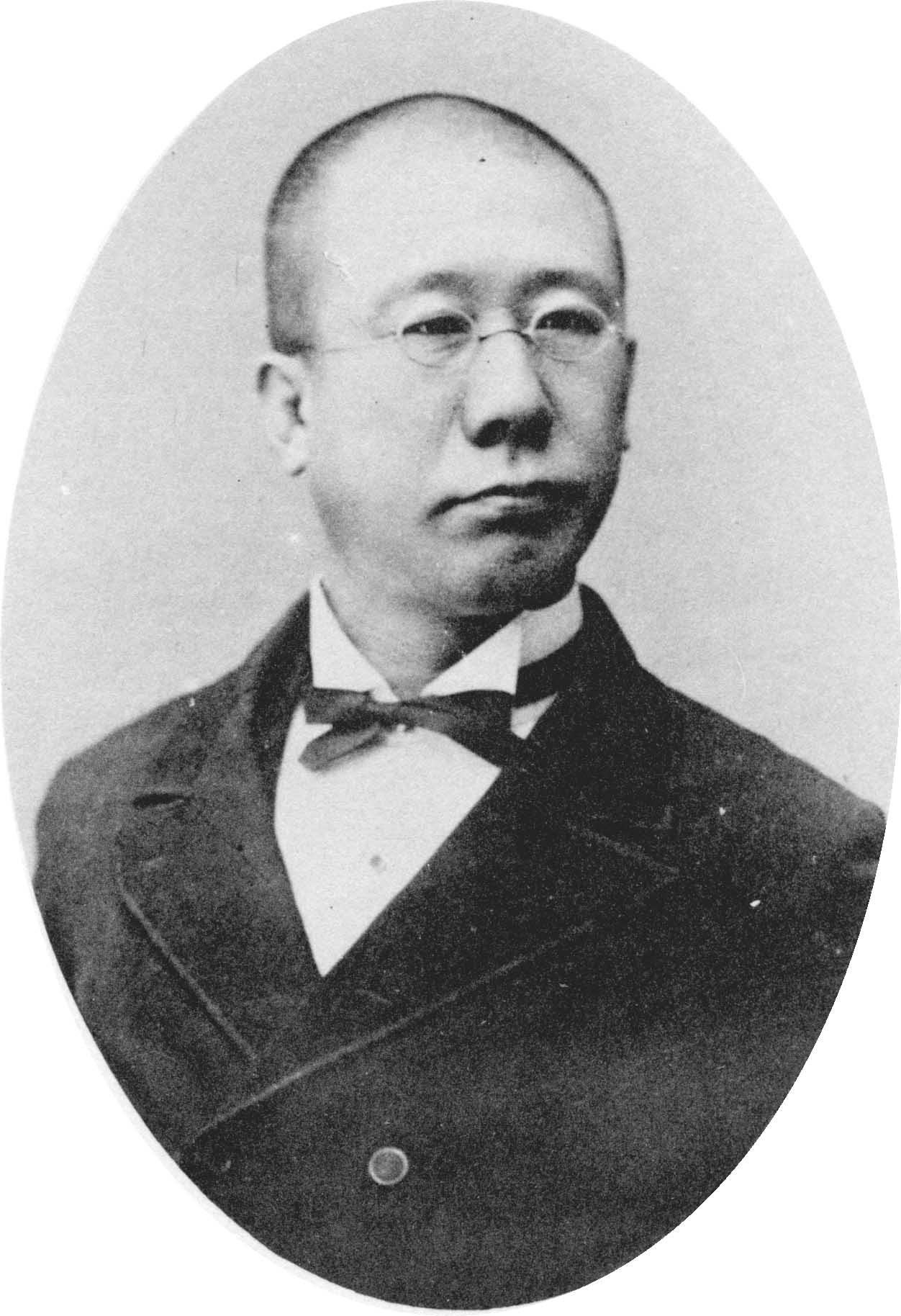
Toyama Masakazu

Toyama Masakazu (japanisch 外山 正一, Künstlername: „丶山“ (Chuzan); geboren 23. Oktober 1848 in Edo (Provinz Musashi); gestorben 8. März 1900 in Tokio) war ein japanischer Pädagoge und Politiker.

## Leben und Wirken
Toyama Masakazu wurde als Sohn einer Hatamoto-Familie geboren. Er studierte an der Schule des Bakufu für westliche Wissenschaften, dem „Bansho Shirabejo“ (蕃書調所) und unter Mitsukuri Rinshō. 1866 wurde er vom Shogunat zur Weiterbildung nach England geschickt. Nach seiner Rückkehr arbeitete er als Professor und Dekan der westlichen Abteilung der Shizuoka-Schule. 1870 wurde er mit Mori Arinori als Beauftragter des Außenministeriums in den Vereinigten Staaten stationiert. Er bildete sich dann an der Universität Michigan in Philosophie und Naturwissenschaften weiter.
Nach seiner Rückkehr 1876 wurde Toyama Professor an der „Kaisei Schule“ (開成学校, Kaisei gakkō), an einer der Vorläufereinrichtungen der Universität Tokio. Als die Universität 1877 gegründet wurde, wurde er dort Professor. 1893 führte er Japans ersten Ausbildungskursus in Soziologie ein. Er war Dekan der Fakultät für Literaturwissenschaft der Universität, wurde Präsident seiner Alma Mater und 1898 kurz Kultusminister im Kabinett Itō III.
Zu Toyamas weitreichenden Aktivitäten gehören die Einführung von Spencers Evolutionstheorie und die Gründung der „Rōmaji Society“ (ローマ字学会, Rōmaji gakkai), die Verbesserung der Ausbildung in Musik, Malerei und Theater. Mit dem vielseitig interessierten Botaniker Yatabe Ryōkichi, mit dem Philosophen Inoue Tetsujirō und anderen gab er ab 1882 das Magazin „Shintai shishō“ (新体詩抄) – „Neugeformte Poesie“ heraus und wurde zum Wegbereiter der modernen japanischen Poesie. So übte er erheblichen Einfluss auf Kultur und Bildung in der Meiji-Zeit aus.
Toyama war Mitglied des „Rates für höhere Bildung“ (高等教育会議, Kōtō kyōiku kaigi), Mitglied des Oberhauses des Parlaments. Er war der erste Professor, der von seiner Universität als Meiyo Kyōju verabschiedet wurde. 1909 erschien das Buche „Chuzan sonkō“ (ゝ山存稿) – „Chuzans Schriften“.